# Велика (притока Ками)
Вели́ка (рос. Большая) — річка в Каракулінському районі Удмуртії, Росія, права притока Ками.
Річка починається за 3 км на північний захід від села Галаново. Протікає спочатку на схід, потім повертає на південь до села Галаново. Після нього знову повертає на південний схід. Впадає до Ками навпроти башкирського смт Миколо-Березовка. Верхня течія пересихає, нижня — заболочена. Пригирлова ділянка мала бути затопленою під час створення Нижньокамського водосховища за максимальним затопленням.
На річці розташоване село Галаново, де збудовано 2 автомобільних мости. В середній течії ведеться видобуток нафти.